# ديريك يي
ديريك يي (بالصينية: 爾冬陞) هو كاتب سيناريو ومخرج وممثل صيني، ولد في 28 ديسمبر 1957 في هونغ كونغ في الصين. من الجوائز التي نالها Hong Kong Film Award for Best Director ‏.

## جوائز
- Hong Kong Film Award for Best Director [الإنجليزية]‏

## وصلات خارجية
- ديريك يي على موقع IMDb (الإنجليزية)
- ديريك يي على موقع ألو سيني (الفرنسية)
- ديريك يي على موقع أول موفي (الإنجليزية)
- ديريك يي على موقع قاعدة بيانات الفيلم (الإنجليزية)
- ديريك يي على موقع كينوبويسك (الروسية)